# Magnetfeld-Imaging

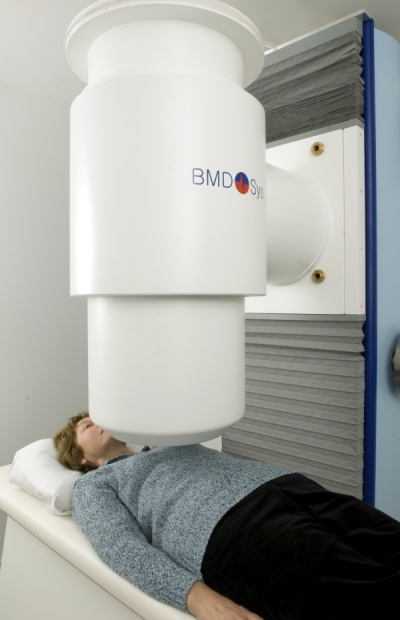
Patientin während einer MFI-Untersuchung

Magnetfeld-Imaging (MFI) ist eine nebenwirkungsfreie medizinische Untersuchungsmethode, bei der funktionale Bilder des Herzens dargestellt werden. MFI nutzt zur Aufnahme der Magnetsignale in der Regel SQUIDs, die in einem Array von mindestens 49 Sensoren angeordnet sind. Die MFI-Untersuchung erlaubt dem Arzt unter anderem das individuelle Risiko eines Patienten für das Auftreten von lebensbedrohlichen Herzrhythmusstörungen einzuschätzen, die zum plötzlichen Herztod führen können. Weitere Einsatzmöglichkeiten liegen in der Ischämiediagnostik.
Die magnetischen Signale gehen mit den elektrischen Strömen einher, die zur Steuerung und Erregung der Muskelzellen fließen. Im Gegensatz zu den elektrischen Strömen verlassen die magnetischen Signale den Körper jedoch nahezu unbeeinflusst und transportieren darüber hinaus zusätzliche Informationen, die beim elektrischen Signal die Körperoberfläche nicht erreichen.

## Medizinischer Nutzen
Das MFI scheint bei ausgewählten Patienten in manchen Fällen eine Neigung für eventuell lebensbedrohliche Herzrhythmusstörungen entdecken zu können. Bislang fehlen hierfür aber noch überzeugende Belege, z. B. durch multizentrische Studien, was verwundert, da das Verfahren bereits seit 1981 wissenschaftlich beschrieben wird. Keineswegs ist auf Basis der MFI-Untersuchung derzeit eine weitergehende therapeutische Maßnahme wie beispielsweise die präventive Implantation eines Defibrillators (ICD) indiziert. Die entsprechenden Leitlinien führen daher das Verfahren auch nicht als sinnvolle diagnostische Maßnahme auf.
Eine MFI-Untersuchung muss derzeit als experimentelles Verfahren eingestuft werden. Auf folgenden Gebieten wird damit geforscht:
Bei Personen, die
- bereits einen Herzstillstand durch lebensbedrohliche Herzrhythmusstörungen überlebt haben,
- einen nahen Verwandten haben, der einen plötzlichen Herztod erlitten hat,
- bereits einen Herzinfarkt hatten,
- unter einem schwachen Herzen leiden.

## Funktion des MFI-Verfahrens
Das Funktionsprinzip des MFIs ist dem des MEGs sehr ähnlich. Bei der Untersuchung erfassen etwa 50 hochempfindliche Sensoren, die durch flüssiges Helium auf −269 °C gekühlt sind, Magnetsignale des Herzens und erkennen dabei die elektrische Aktivität. Dabei wird der 30 cm durchmessende Sensorkopf über dem Herzen des Patienten platziert, ohne diesen zu berühren. Innerhalb weniger Minuten erfasst und analysiert das MFI die vom schlagenden Herzen ausgehenden Magnetsignale und wertet diese dann rechnergestützt aus. Das Magnetfeld-Imaging unterscheidet sich dabei von der Magnetokardiographie, die sich einer ähnlichen Aufnahmetechnik bedient, vor allem durch die vollständige Integration des Vielkanal-Sensors in die komplexe mathematische Auswertung der Daten. Vereinfacht kann MFI als die klinisch nutzbare Weiterentwicklung der Magnetokardiographie bezeichnet werden.
Für den Patienten ist die MFI-Aufnahme denkbar unkompliziert, schnell und gefahrenfrei; lediglich müssen metallische Gegenstände abgelegt werden, ansonsten bedarf es keiner besonderen Vorbereitung.